# Васуджтьештха
Васуджтьештха — правитель империи Шунга с 141 года до н. э. по 131 год до н. э. в Северной Индии. Сын предыдущего царя, Агнимитры. Его правление плохо документировано, поэтому о нём мало известно. Считается, что именно он успешно завершил начатую дедом в честь победы над армией Индо-греческого царства Пушьямитрой Ашвамедху. Его достижения упомянуты кратко в пьесе Малавикагнимитрам, созданной в течение эры Гупта.